# Nicolas Henry
Nicolas Henry est un artiste photographe et plasticien français.

## Démarche artistique[1]
Nicolas Henry, né le 20 avril 1978 à Paris, est un artiste photographe plasticien français. Diplômé des Beaux-Arts de Paris, de l'École Nationale Supérieure d'Art de Cergy ainsi que de l'Emily Carr Institue of Art and Design de Vancouver, il commence sa carrière comme éclairagiste et scénographe pour différentes scènes parisiennes. En parallèle, il parcourt le monde pendant trois ans en tant que réalisateur pour le projet 6 milliards d'autres de Yann Arthus-Bertrand. Il en assurera la direction artistique lors de l'exposition au Grand Palais en 2009.
Son travail personnel se constitue lors de ses nombreux voyages autour du monde. Il s'attache à représenter les différentes communautés de la planète. Ses travaux sont majoritairement photographiques mais se mêlent à la peinture, la sculpture ou encore l'installation et sont exposés à travers le monde, de New-York au Japon, en passant par le Népal, le Nigéria, la Corée, l'Argentine...
Son projet Les cabanes de nos grands-parents est édités aux éditions Actes Sud en 2011 et exposé au Rencontres internationales de la photographie d'Arles en 2014 et 2016. Cette même année, il reçoit le prix POPCAP'16 pour la photographie africaine. Son livre Cabanes imaginaires autour du monde - Worlds in the making est édité en 2016, aux éditions Albin Michel et reçoit le prix Méditerranée du livre d'art 2017.
Le sens et l'engagement de la démarche artistique de Nicolas Henry ainsi que son esthétique sont salués par des institutions telles que le DuSable Museum of African American History, le Musée de l’histoire de l’immigration, les acquisitions du FRAC Guyane, les domaines nationaux de Saint Cloud et du Mont Saint Michel, les scènes nationales ou encore la COP 21.
Nicolas Henry travaille auprès de la photographe française Floriane de Lassée.

## Projets

### Cabanes de nos grands-parents
Cabanes de nos grands-parents constitue un ensemble d'images et de témoignages recueillis auprès d'anciens de différentes communautés par Nicolas Henry à travers ses voyages autour du monde. Partant du postulat que nos sociétés valorise essentiellement la jeunesse et considérant peu le savoir et les connaissances d'une population plus âgée, Nicolas Henry souhaite à travers ce projet mettre en avant les anciens et la richesse de leurs expériences. En effet, il décrit dès les premières lignes d'introduction de la monographie dont cette série a fait l'objet "petit, mon grand-père m'a appris à manier le bois, ma grand-mère l'art de coudre. Plus tard, devenu adulte, presque naturellement, je me suis tourné vers eux pour vivre à nouveau ces instants où nous communiquions par le geste et j'ai pris mes premières photographies des cabanes de nos grands-parents". 
Nicolas Henry propose ces témoignages à travers des photographies mettant en scène les protagonistes entourés de leurs précieux objets, ceux qui racontent leur histoire personnelle, telle une cabane. 

### Cabanes imaginaires autour du monde - Worlds in the making[8]
« Les photos de Nicolas Henry sont une démonstration parfaite de cette mythique phrase de Shakespeare : « Le monde entier est un théâtre, et tous, hommes et femmes, n'en sont que les acteurs. » Grâce à son œil de poète et à sa façon unique de photographier le monde dans lequel nous vivons, il redonne toute sa splendeur à l'humanité dans une vision magique et utopique, où la beauté de l'homme et de la nature rayonne dans chaque image. » 

Irina Brook, auteur de la préface
Cabanes imaginaires autour du monde - Worlds in the making s'inscrit dans la continuité de la série Cabanes de nos grands-parents. Ce nouvel ensemble de photographies et de témoignages représente un grand nombre de communautés à travers le monde. Ce projet s'articule autour de thématiques universelles telles que l'enfance et l'adolescence, les femmes, la discrimination, l'écologie, la liberté ou encore la mort. Nicolas Henry propose des photographies proche de celles d'un théâtre, recueillant une histoire qui l'a touché, c'est une partie des habitants du lieu où il se trouve qui mettent en scène l'image de manière collaborative. De cette façon, le modèle s'engage par sa parole face à sa communauté et à travers le travail du photographe au monde entier. Tout comme Cabanes de nos grands-parents édité chez Actes Sud, Cabanes imaginaires autour du monde - Worlds in the making a fait l'objet d'une monographie éditée par Albin Michel en 2016, et reçu le Prix Méditerranée du Livre d'Art en 2017.

### Les Aventures de Supershaktimaan[12]
Les Aventures de Supershaktimaan est un conte oriental réalisé entre l'Inde (Rajasthan) et Fès au Maroc en 2017 par Nicolas Henry. Cette narration photographique œcuménique raconte une histoire d'amour outrepassant les frontières et les clivages religieux. Shamina, de famille musulmane et Shaktimaan, le superhéros indien vont combattre un ennemi commun : le Shoppingmonster, incarnant une catastrophe écologique globale, et ainsi réconcilier leurs communautés. Il garde le même principe de mise en scène et décors fait sur place avec ce qu'il trouve dans son environnement. Cette série propose des photographies rehaussées, intégrant peinture, collages, costumes et bijoux, reprenant ainsi les traditions de travaux sur les photographies que l'on retrouve dans toute l'Inde principalement au début du début du XXe siècle. Pour ce faire, Nicolas Henry s'est entouré d'une équipe d'artistes indiens, dans le cadre de sa résidence pour mettre en scène son exposition au festival de littérature de Jaipur.

### The Kitihawa's chandelier[14]
The Kitihawa's chandelier est un conte photographique retraçant l'histoire des communautés African-Americans réalisé entre l'Afrique et les Amériques. L'esclavage est raconté à travers la traite, les plantations et la libération. Nicolas Henry met en avant les héros noirs de l'histoire tels Toussain Louverture, Mary Prince, Zumbi dos Palmares, ainsi que les problématiques contemporaines de ségrégation aux États-Unis et celles de l'héritage de la colonisation en Afrique. Partant de l'histoire du fondateur historique de la ville de Chicago : Jean-Baptiste Pointe du Sable, mulâtre, Nicolas Henry réhabilite l'existence de son épouse indienne Potawatomi, dont le nom Kitihawa a été oublié par  l'histoire. Pour ce projet Nicolas Henry est allé en Namibie, Éthiopie, Madagascar, Rwanda, sur l'Île de Gorée au Sénégal à l'occasion de la Biennale de Dakar, ainsi qu'en Guyane, au Brésil et dans les quartiers noirs du South Side de Chicago et de Détroit parmi les plus violents aux États-Unis. L'idée du conte est de valoriser l'importance de l'éducation, du devoir de mémoire et de reconnaissance de l'histoire d'autrui pour une cohabitation harmonieuse des communautés. Ce projet a été créé pour Le DuSable Museum of African American History, l'exposition fut proposée en 2017, sous le commissariat de Tiphanie Babinet (white color production). Il a été soutenu par la ville de Chicago, le consulat de France ainsi que l'Illinois Art Council. Il a été présenté à la maison Populaire de Montreuil dans l'exposition L'autre... de l'image à la réalité 1/3: Vers l'autre (commissariat Blandine Roselle), à la galerie Parisa Kind  et au LAB à l'occasion du festival Positionen de Francfort, en Allemagne.

## Expositions

### Expositions personnelles
| Année | Série exposée                    | Lieu                                                                     | Lieu                       |
| ----- | -------------------------------- | ------------------------------------------------------------------------ | -------------------------- |
| 2022  | Les Aventures de Supershaktimaan | Pont Saint-Ange                                                          | Paris, France              |
| 2018  | Les Aventures de Supershaktimaan | Festival de Littérature de Jaipur                                        | Jaipur, Inde               |
| 2018  | Contes autour du monde           | Château de Carrouges                                                     | Carrouges, Orne, France    |
| 2017  | The Kitihawa's Chandelier        | DuSable Museum of African American History                               | Chicago, USA               |
| 2016  | Cabanes autour du monde          | Parcours extérieur sur la coulée verte, Centre Dramatique National       | Nice, France               |
| 2016  | The Noa Arck                     | Exposition permanente à The Farm, Collection Ritou et Surya Singh        | Jaipur, Inde               |
| 2016  | The Kitihawa's Chandelier        | Installation d'un mobile géant pour le lycée français de Chicago         | Chicago, USA               |
| 2016  | Contes autour du monde           | Parc de Champagne                                                        | Reims, France              |
| 2016  | Contes autour du monde           | Médiathèque et Cité des Sablières                                        | Neuilly sur Marnes, France |
| 2015  | Cabanes autour du monde          | Parcours d'une centaine d'images dans la ville de Bonifacio,             | Bonifacio, Corse           |
| 2015  | Cabanes autour du monde          | Exposition pour la COP21 et performance avec la compagnie de cirque SHAM | Le Bourget, France         |
| 2015  | Contes autour du monde           | Galerie Jinsun                                                           | Seoul, Corée du Sud        |
| 2014  | Contes autour du monde           | Domaine National de Saint Cloud et Musée des Avelines,                   | Saint Cloud, France        |
| 2014  | Contes autour du monde           | 12 Drouot, à l'occasion de Paris-Photo                                   | Paris, France              |
| 2014  | Contes autour du monde           | Musée Goeun de la photographie de Busan                                  | Busan, Corée du Sud        |
| 2014  | Contes autour du monde           | Alliance Française de Daejeon et de Gwangju                              | Corée du Sud               |
| 2013  | Contes autour du monde           | Ark Galerie, exposition extérieure dans le quartier historique de Patan  | Patan, Népal               |
| 2013  | Contes autour du monde           | Espace de l'ENCRE, exposition organisée par la Région Guyane             | Cayenne, France            |
| 2012  | Contes autour du monde           | Exposition en Gare d'Avignon TGV organisée par Gare & Connexion          | Avignon, France            |
| 2012  | Cabanes de nos grands-parents    | Galerie 1164                                                             | Paris, France              |
| 2011  | Cabanes de nos grands-parents    | Wall for, projection d'images géantes sur les falaises de Cassis         | Cassis, France             |
| 2010  | Cabanes de nos grands-parents    | Projection à la Fondation d'entreprise Ricard et au Palais de Tokyo      | Paris, France              |

### Expositions collectives
| Année | Série exposée                       | Lieu                                                                       | Lieu                      |
| ----- | ----------------------------------- | -------------------------------------------------------------------------- | ------------------------- |
| 2019  | Contes autour du monde              | Musée national de l'histoire de l'immigration                              | Paris, France             |
| 2019  | The Kitihawa's chandelier           | Festival Positionen                                                        | Francfort, Allemagne      |
| 2019  | Cabanes imaginaires autour du monde | MAC - Maison des Arts de Créteil                                           | Créteil, France           |
| 2018  | Les Aventures de Supershaktimaan    | Inde : contes et réalités, Église Saint-Merry                              | Paris, France             |
| 2018  | Contes autour du monde              | AKKA, Carreau du Temple                                                    | Paris, France             |
| 2018  | Contes autour du monde              | Biennale de Dakar                                                          | Île de Gorée, Sénégal     |
| 2018  | Contes autour du monde              | Festival de la Luz, Institut Français de Buenos Aires                      | Buenos Aires, Argentine   |
| 2018  | Contes autour du monde              | Festival Paraty em Foco, Institut Français de Rio de Janeiro               | Rio de Janeiro, Brésil    |
| 2018  | Contes autour du monde              | Promenades photographiques,                                                | Vendôme, France           |
| 2017  | The Kitihawa's chandelier           | Vers l'Autre, commissariat Blandine Roselle, Maison Populaire,             | Montreuil, France         |
| 2017  | Les Aventures de Supershaktimaan    | Tournée au Maroc dans les Instituts Français,                              | Fès, Agadir               |
| 2016  | Contes autour du monde              | Tear my bra, Rencontres internationales de la photographie                 | Arles, France             |
| 2016  | Contes autour du monde              | Nuits des images, Musée du l'Élysée                                        | Lausanne, Suisse          |
| 2016  | Contes autour du monde              | Prix POPCAP'16 pour la photographie africaine                              | Arles, France             |
| 2016  | Contes autour du monde              | Chroniques Nomades, Abbaye Saint-Germain                                   | Auxerre, France           |
| 2015  | Contes autour du monde              | Biennale Urbi & Orbi                                                       | Sedan, France             |
| 2015  | Contes autour du monde              | Château de Ladoucette                                                      | Drancy, France            |
| 2014  | Contes autour du monde              | Lagos Photo Festival                                                       | Lagos, Nigeria            |
| 2014  | Contes autour du monde              | Centre culturel André Malraux, résidence la Capsule                        | Le Bourget, France        |
| 2014  | Contes autour du monde              | Espace culturel Maurice Utrillo                                            | Pierrefitte, France       |
| 2013  | Contes autour du monde              | KG+, festival off de Kyotographie                                          | Kyoto, Japon              |
| 2013  | Contes autour du monde              | Espace culturel municipal Michel Simon, scène de théâtre de Noisy le Grand | Noisy le Grand, France    |
| 2012  | Installations plastiques            | Ateliers SNCF, Rencontres Internationales de la Photographie               | Arles, France             |
| 2012  | Contes autour du monde              | Église Sainte Catherine et Église Saint André                              | Lille, France             |
| 2012  | Cabanes de nos grands-parents       | Mois européen de la photographie, Église Saint Merry,                      | Paris, France             |
| 2012  | Cabanes de nos grands-parents       | Biennale d'architecture de Bourgogne, Prieuré de la Charité sur Loire      | Charité sur Loire, France |
| 2012  | Cabanes de nos grands-parents       | Festival Photosoc                                                          | Sarcelles, France         |
| 2011  | Cabanes de nos grands-parents       | Festival Photomed                                                          | Sanary, France            |
| 2011  | Cabanes de nos grands-parents       | Festival Peuple et Nature                                                  | La Gacilly, France        |

## Publications et parutions presse

### Livres
- 2018 : Le Secret de Papier, livre/album imprimé en édition d'art limitée à 300 exemplaires[54],[55]
- 2017 : L'autre de l'image à la réalité[56],[57]
- 2016 : POPCAP'16, catalogue de l'exposition[58]
- 2016 : Monographie Cabanes imaginaires autour du monde - Worlds in the making, Éditions Albin Michel
- 2014 : Traits d'union, catalogue de l'exposition[59],[60]
- 2011 : Monographie Les cabanes de nos grands-parents, Éditions Actes Sud[61],[62]
- 2011 : The spirit we share, un voyage à travers les 5 plus gros sites de l'entreprise de whisky Jameson[63],[64]
- 2009 : Paul Ricard - Nul bien sans peine, catalogue de l'exposition permanente éponyme[65]

### Presse[66]
| Année | Série publiée / Sujet               | Journal                             | Pays           |
| ----- | ----------------------------------- | ----------------------------------- | -------------- |
| 2018  | Cabanes imaginaires autour du monde | 6Mois                               | France         |
| 2016  | African Tales                       | Doc!                                | Pologne        |
| 2016  | Cabanes imaginaires autour du monde | Geo                                 | Allemagne      |
| 2016  | Cabanes imaginaires autour du monde | Geo                                 | Allemagne      |
| 2015  | Cabanes imaginaires autour du monde | Geo                                 | Allemagne      |
| 2015  | Cabanes imaginaires autour du monde | Kontinente                          | Allemagne      |
| 2015  | Les Cabanes de nos grands-parents   | Geo Wissen                          | Allemagne      |
| 2015  | Cabanes imaginaires autour du monde | Geo                                 | Allemagne      |
| 2014  | Cabanes imaginaires autour du monde | Photo                               | France         |
| 2014  | Cabanes imaginaires autour du monde | Io donna                            | Italie         |
| 2014  | Les Cabanes de nos grands-parents   | View                                | Allemagne      |
| 2013  | Les Cabanes de nos grands-parents   | Photo - Collector n°500             | France         |
| 2013  | Les Cabanes de nos grands-parents   | Happinez                            | Allemagne      |
| 2013  | Les Cabanes de nos grands-parents   | Pélerin                             | France         |
| 2012  | African Tales                       | Flamingo - Air Namibia              | Namibie        |
| 2012  | African Tales                       | Photo                               | France         |
| 2011  | Les Cabanes de nos grands-parents   | Marie-Claire                        | Afrique du Sud |
| 2011  | Les Cabanes de nos grands-parents   | Psychologies                        | Russie         |
| 2011  | Les Cabanes de nos grands-parents   | Photo                               | France         |
| 2011  | Les Cabanes de nos grands-parents   | Hors-Série / Courrier International | France         |
| 2011  | Les Cabanes de nos grands-parents   | El Pais                             | Espagne        |
| 2011  | Les Cabanes de nos grands-parents   | Génération +                        | Suisse         |
| 2010  | Les Cabanes de nos grands-parents   | Photo                               | France         |
| 2010  | Les Cabanes de nos grands-parents   | Zoom International                  | International  |
| 2010  | Les Cabanes de nos grands-parents   | Marie Claire                        | Italie         |
| 2010  | Les Cabanes de nos grands-parents   | Clés                                | France         |
| 2010  | Les Cabanes de nos grands-parents   | Azart                               | France         |
| 2010  | Les Cabanes de nos grands-parents   | Palace Costes                       | France         |
| 2010  | Les Cabanes de nos grands-parents   | L'Œil                               | France         |
| 2009  | Les Cabanes de nos grands-parents   | Le Monde 2                          | France         |
| 2009  | Les Cabanes de nos grands-parents   | Flair                               | Italie         |

## Films et installations vidéo
- 2018 : Réalisateur du film d'animation en stop motion Comme un seul homme, basé sur la vie du marin Eric Bellion et son Vendée Globe
- 2018 : Si l'Inde m'était contée : Le temps de Maharajas et Si l'Inde m'était contée : Au rythme du Ladakh, documentaires de la réalisatrice Sybille d'Orgeval, produit par Valérie Abita, Zed Production pour la chaîne Voyage
- 2017 : The One to Watch - Lights, camera, action : a new vision of photography[71], émission produite par Cartier pour CNN dans laquelle Nicolas Henry incarne la photographie de demain auprès de Yann Arthus-Bertrand et Richard Mosse
- 2012 : Sortie aux États-Unis du long-métrage Comfortably Lost par le réalisateur Quentin Clausin, film de fiction intégrant le projet Les Cabanes de nos Grands-Parents[72]
- 2005 - 2008 : Réalisateur du projet 6 milliards d'autres de Yann Arthus-Bertrand puis directeur artistique de l'exposition qui s'est ensuivie au Grand Palais, Paris[72]

## Éclairagiste et scénographe
- 2018 : Tout un monde lointain, mise en scène Lola Doillon, Anthony Leroy et Sandra Moubarak, scène nationale d'Amiens[73]
- 2015 : Gueules cassées, mise en scène d'Anthony Leroy et Sandra Moubarak, scène nationale d'Amiens[74]
- 2004 : L'Odyssée, d'après Homère, mise en scène de Claude Buchwald, MC93, Abbaye d'Ardenne, Théâtre de la Tempête
- 2004 : La voix est libre aux Bouffes du Nord
- 2000 - 2005 : Le vrai faux mariage de la caravane passe, Cabaret Sauvage, Bataclan